# Валђано (Лука)
Валђано је насеље у Италији у округу Лука, региону Тоскана.
Према процени из 2011. у насељу је живело 107 становника. Насеље се налази на надморској висини од 327 м.